# Walter Murton
Walter William Murton (* Anfang 1893 in Norwich, Norfolk, Vereinigtes Königreich; † Anfang 1968 in Sticker bei St Austell, Cornwall) war ein britischer Architekt, Innenausstatter und Filmarchitekt.

## Leben und Wirken
Walter William Murton studierte Malerei und Architektur an der Norwich School of Art. 1914 wurde er eingezogen und diente im Ersten Weltkrieg bei den Royal Engineers sowie in der Army Entertaining Section. Nach seiner Entlassung in das Zivilleben 1919 ging Murton ans Theater, um als Bühnenbildner zu arbeiten. Noch im selben Jahr wechselte er zum Film und wurde von der Produktionsfirma Stoll Pictures angestellt, war aber weiterhin als Maler und Architekt tätig. In dieser Eigenschaft gestaltete Walter Murton 1921 die erste Rundbühne für das Londoner Palladium.
Murton blieb bis 1927 im Dienste von Stoll Pictures, 1930 wechselte er zu Gainsborough Pictures. Seine Bauentwürfe für den Film sind von überwiegend untergeordneter Bedeutung, allenfalls seine letzte Arbeit, das Melodram Der Herr in Grau, verdient Beachtung. Von 1943 bis 1945 arbeitete Murton für die Shepperton-Studios, ohne noch einmal direkt am Entwurf für Filmbauten beteiligt gewesen zu sein.
1945 ging Murton für fünf Jahre nach Madras (Indien), um dort als Innenarchitekt zu arbeiten. Seine dortigen Aufträge umfassten vor allem Villen- und Palastbauten für Maharadschas. 1950 kehrte er für kurze Zeit nach England zurück, wo er für die Regierung in der Stadtplanung tätig wurde. 1952 übersiedelte Walter Murton nach Johannesburg (Südafrika). Wieder arbeitete er dort als Innenarchitekt, diesmal bevorzugt im Sektor Hotels, Privat- und Geschäftshäuser. Zu dieser Zeit, Mitte der 50er Jahre, widmete man Murton in Londons Victoria and Albert Museum eine Ausstellung, in der seine Filmentwürfe gezeigt wurden. 1957 kehrte Murton erneut nach England heim und zog sich ins Privatleben, in ein Dorf nach Cornwall, zurück.
Walter Murton starb kurz nach Vollendung seines 75. Geburtstages. Sein Sohn Peter Murton arbeitete ebenfalls als Filmarchitekt.

## Filmografie
- 1919: Mr. Wu
- 1920: The Yellow Claw
- 1920: At the Villa Rose
- 1921: The Glorious Adventure
- 1921: The Passionate Friends
- 1922: The Further Adventures of Sherlock Holmes (Serie)
- 1922: The Wheels of Chance
- 1923: The Wandering Jew
- 1923: Becket
- 1923: Young Lochinvar
- 1923: Sally Bishop
- 1924: Not for Sale
- 1924: The Old Man Corner (Serie)
- 1925: We Women
- 1925: The Gold Cure
- 1926: Boadicea
- 1926: The Chinese Bungalow
- 1927: Huntingtower
- 1927: The Guns of Loos
- 1927: A Woman Redeemed
- 1928: Shooting Stars
- 1929: Young Woolley
- 1930: A Warm Corner
- 1931: The Sport of Kings
- 1931: Ghost Train
- 1933: Jack Ahoy!
- 1935: First Offence
- 1936: Pot Luck
- 1936: The Great Barrier
- 1937: Non-Stop New York
- 1937: Second Best Bed
- 1938: Crackerjack
- 1938: Climbing High
- 1941: Alibi
- 1942: Miss London Limited
- 1942: We Dive at Dawn
- 1943: Der Herr in Grau (The Man in Grey)